# Filmjahr 1904
Liste der Filmjahre

◄◄ | ◄ | 1900 | 1901 | 1902 | 1903 | Filmjahr 1904 | 1905 | 1906 | 1907 | 1908 | ► | ►►

Weitere Ereignisse

## Ereignisse
Marcus Loew gründet mit Loew’s, Inc. eine Kinokette, die neben Vaudeville-Aufführungen Kurzfilme zeigt. Die Kinokette hat unter diesem Namen bis 2006 Bestand.
Der französische Filmpionier Georges Méliès veröffentlicht zahlreiche Filme, darunter Le voyage à travers l’impossible und Die Meerjungfrau.

## Geboren

### Januar bis März
- 02. Januar: Genia Nikolajewa, russische Schauspielerin († 2001)
- 04. Januar: Tom Helmore, US-amerikanischer Schauspieler († 1995)

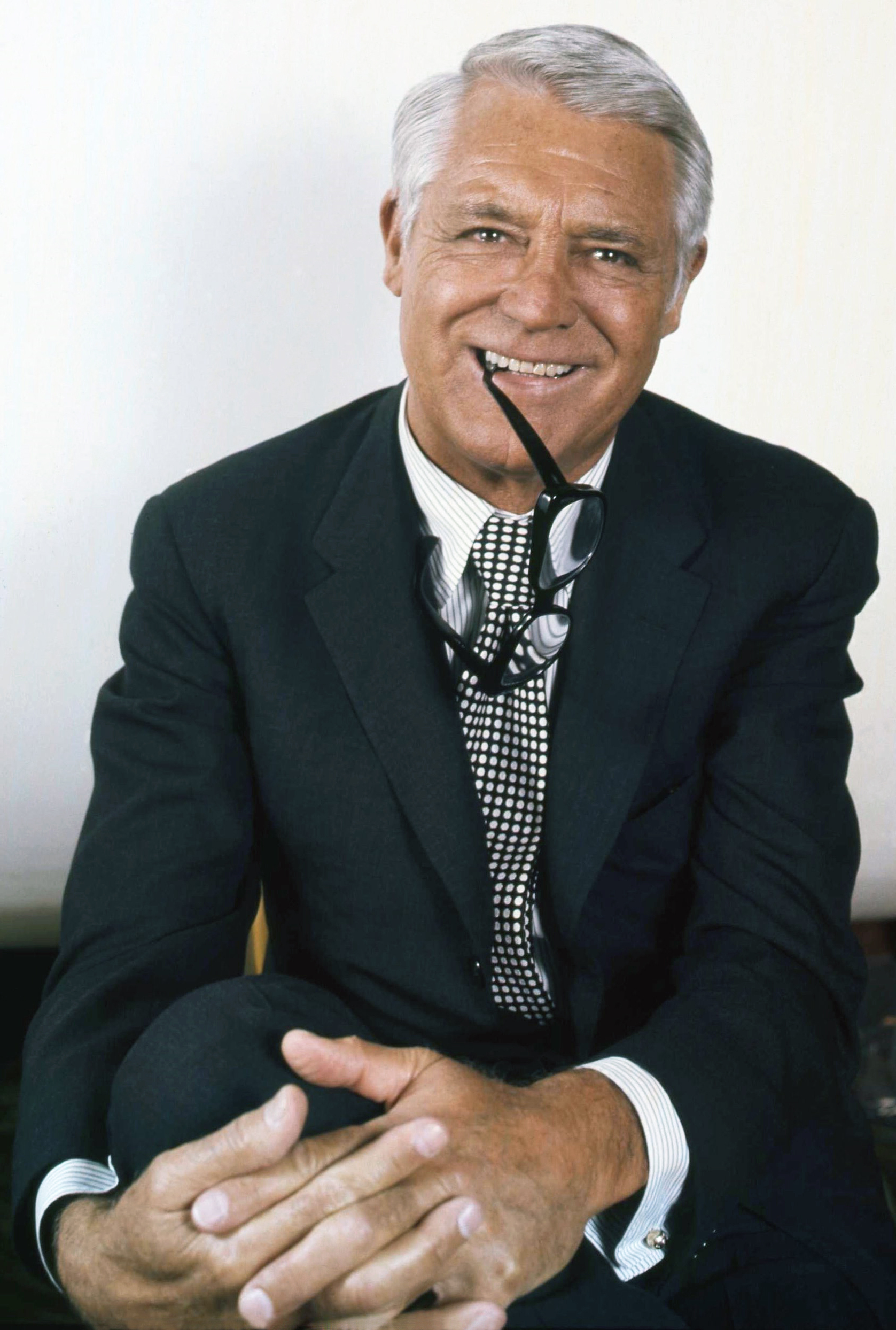
Cary Grant (1973)

- 18. Januar: Cary Grant, englisch-US-amerikanischer Schauspieler († 1986)

- 05. Februar: Walter Gross, deutscher Schauspieler († 1989)
- 06. Februar: Sam Leavitt, US-amerikanischer Kameramann († 1984)
- 10. Februar: John Farrow, australischer Drehbuchautor und Regisseur († 1963)

Rudolf Platte (* 12. Februar)

- 12. Februar: Rudolf Platte, deutscher Schauspieler († 1984)
- 16. Februar: Geza L. Weisz, deutscher Schauspieler († 1944)
- 17. Februar: Milton R. Krasner, US-amerikanischer Kameramann († 1988)
- 18. Februar: Giorgio Bianchi, italienischer Regisseur († 1967)
- 23. Februar: Terence Fisher, britischer Regisseur († 1980)

- 04. März: Joseph Schmidt, deutscher Sänger († 1942)
- 08. März: Viktor de Kowa, deutscher Schauspieler († 1973)
- 14. März: Doris Eaton Travis, US-amerikanische Schauspielerin († 2010)
- 15. März: George Brent, irischer Schauspieler († 1979)

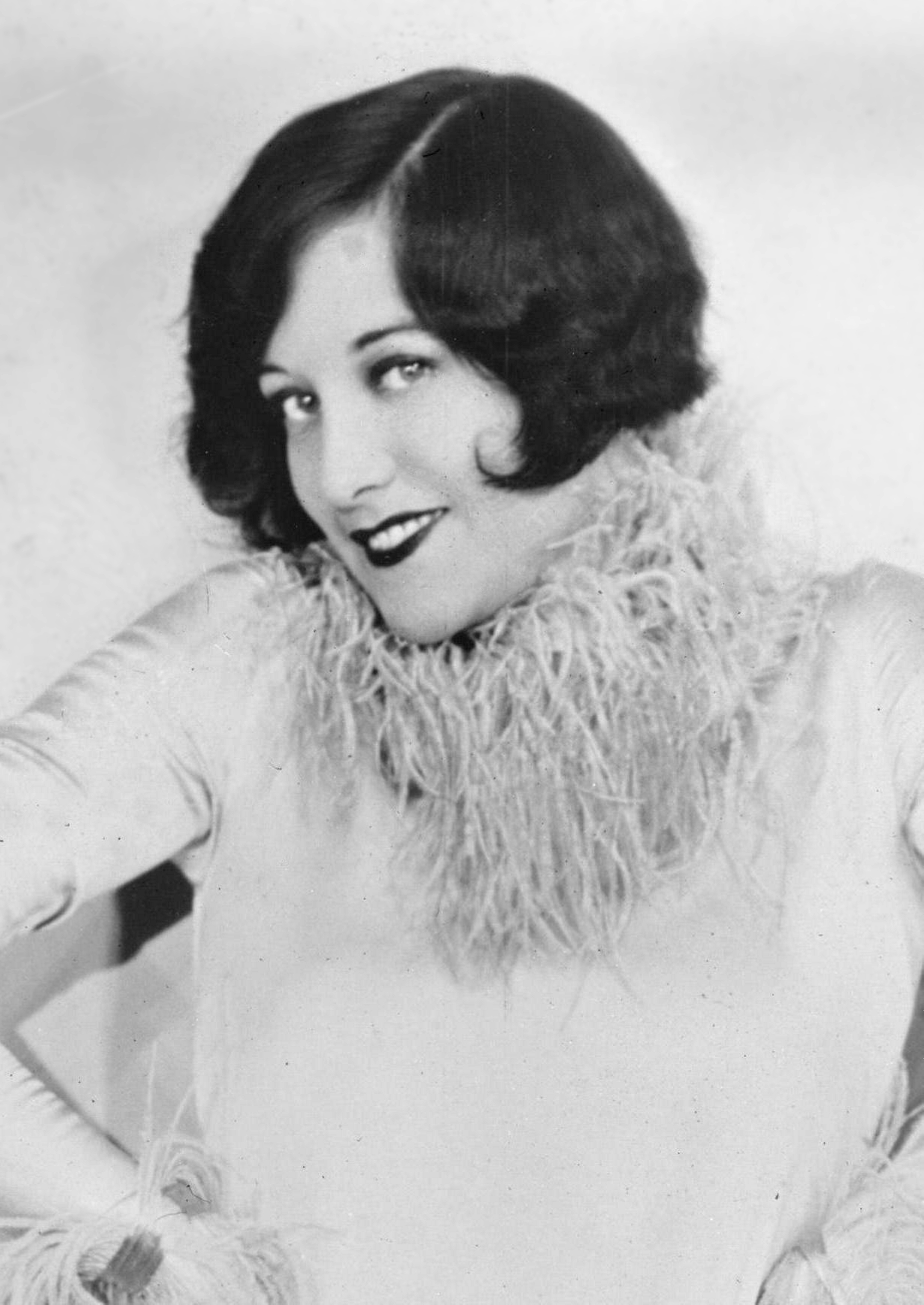
Joan Crawford, 1925

- 23. März: Joan Crawford, US-amerikanische Schauspielerin († 1977)
- 24. März: Martin Kosleck, deutsch-amerikanischer Schauspieler († 1994)
- 31. März: Sam Zimbalist, US-amerikanischer Produzent († 1958)

### April bis Juni
- 03. April: Sally Rand, US-amerikanische Tänzerin und Schauspielerin († 1979)
- 04. April: Käthe von Nagy, jugoslawische Schauspielerin († 1973)
- 10. April: Joachim Gottschalk, deutscher Schauspieler († 1941)
- 12. April: Paul Dahlke, deutscher Schauspieler († 1984)
- 14. April: John Gielgud, englischer Schauspieler († 2000)
- 18. April: Dorothy Revier, US-amerikanische Schauspielerin († 1993)
- 20. April: Bruce Cabot, US-amerikanischer Schauspieler († 1972)
- 21. April: Daniel L. Fapp, US-amerikanischer Kameramann († 1986)

- 06. Mai: Raymond Bailey, US-amerikanischer Schauspieler († 1980)
- 06. Mai: Catherine Lacey, britische Schauspielerin († 1979)
- 17. Mai: Jean Gabin, französischer Schauspieler († 1976)

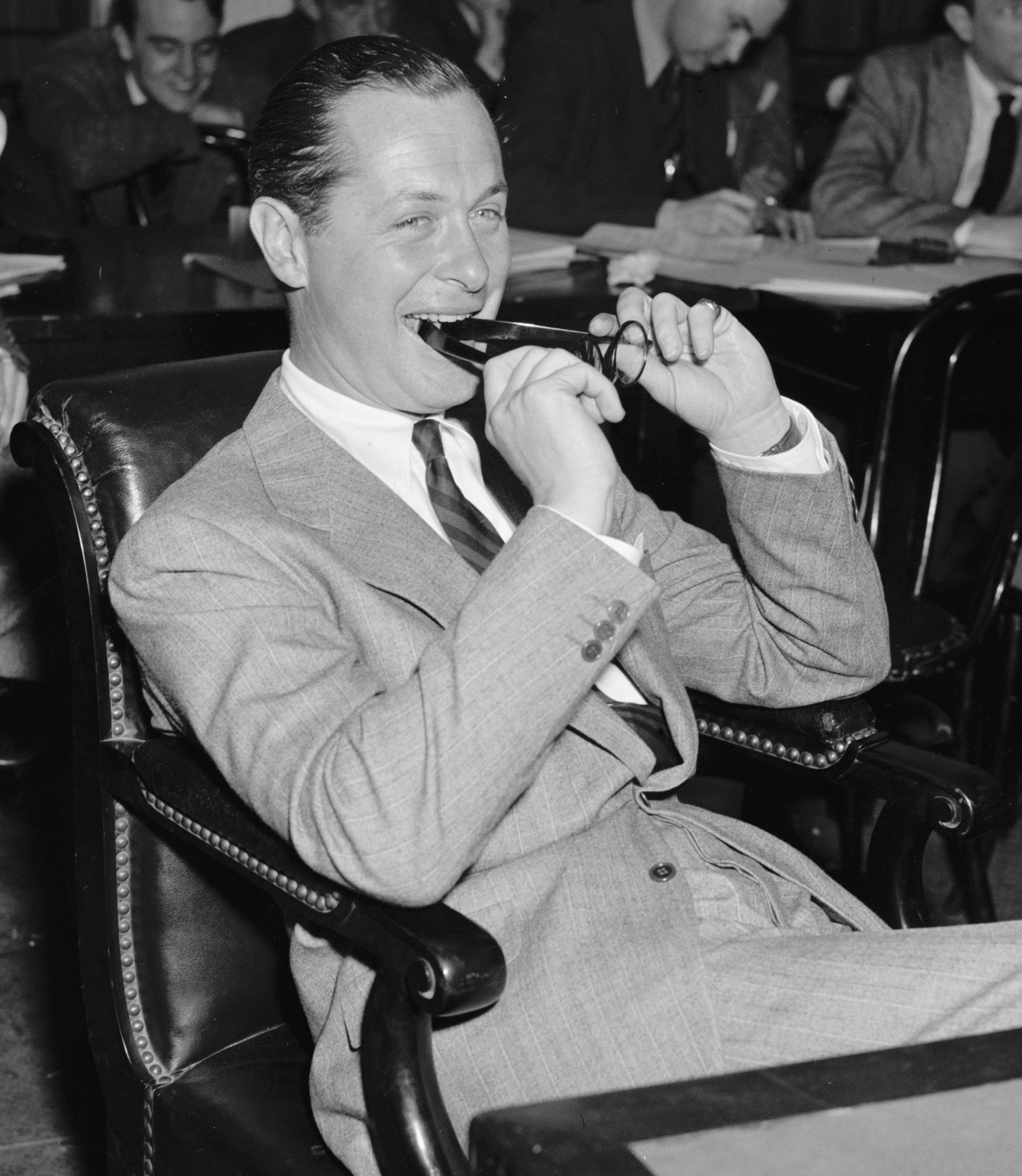
Robert Montgomery (1939)

- 21. Mai: Robert Montgomery, US-amerikanischer Schauspieler († 1981)

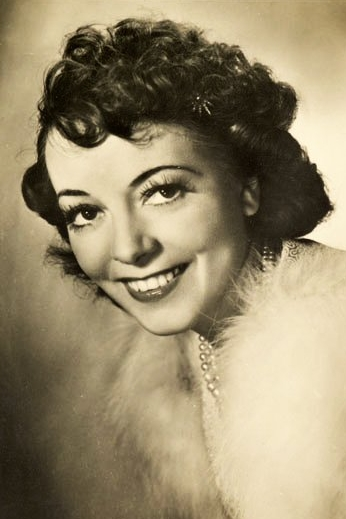
Lizzi Waldmüller (vor 1945)

- 25. Mai: Lizzi Waldmüller, österreichische Schauspielerin († 1945)
- 29. Mai: Gregg Toland, US-amerikanischer Kameramann († 1948)

- 02. Juni: Johnny Weissmüller, rumänisch-US-amerikanischer Schauspieler († 1984)
- 14. Juni: Jenny Jugo, österreichische Schauspielerin († 2001)
- 16. Juni: Paul Grupp, deutscher Kameramann († 1974)
- 17. Juni: Ralph Bellamy, US-amerikanischer Schauspieler († 1991)
- 18. Juni: Keye Luke, US-amerikanischer Schauspieler († 1991)
- 24. Juni: Phil Harris, US-amerikanischer Schauspieler und Musiker († 1995)

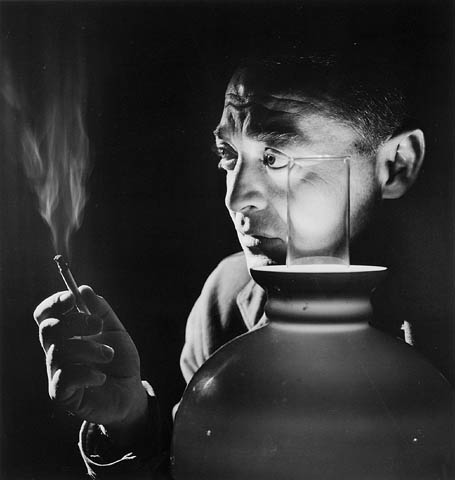
Peter Lorre (* 26. Juni)

- 26. Juni: Peter Lorre, österreichisch-US-amerikanischer Schauspieler († 1964)
- 30. Juni: Glenda Farrell, US-amerikanische Schauspielerin († 1971)

### Juli bis September
- 04. Juli: Gerhard Just, deutscher Schauspieler († 1977)
- 05. Juli: Milburn Stone, US-amerikanischer Schauspieler († 1980)
- 05. Juli: Josephine Wilson, britische Schauspielerin († 1990)
- 10. Juli: Lili Damita, französische Schauspielerin († 1994)
- 24. Juli: Delmer Daves, US-amerikanischer Regisseur († 1977)

- 03. August: Aribert Mog, deutscher Schauspieler († 1941)
- 04. August: Christian-Jaque, französischer Regisseur († 1994)
- 25. August: Alice White, US-amerikanische Schauspielerin († 1983)

- 08. September: R. G. Springsteen, US-amerikanischer Regisseur († 1989)
- 13. September: Gladys George, US-amerikanischer Schauspieler († 1954)
- 15. September: Tom Conway, russisch-US-amerikanischer Schauspieler († 1967)
- 15. September: Koreya Senda, japanischer Schauspieler († 1994)
- 17. September: Edgar G. Ulmer, österreichischer Regisseur († 1972)
- 29. September: Greer Garson, britische Schauspielerin († 1996)

### Oktober bis Dezember
- 16. Oktober: Wild Bill Elliott, US-amerikanischer Schauspieler († 1965)
- 20. Oktober: Anna Neagle, britische Schauspielerin († 1986)
- 22. Oktober: Hazel Keener, US-amerikanische Schauspielerin († 1979)
- 23. Oktober: Hans Jacoby, deutscher Drehbuchautor († 1963)
- 24. Oktober: Moss Hart, US-amerikanischer Drehbuchautor († 1961)

- 01. November: Laura La Plante, US-amerikanische Schauspielerin († 1996)
- 04. November: Don Alvarado, US-amerikanischer Schauspieler († 1967)
- 06. November: Selena Royle, US-amerikanische Schauspielerin (* 1983)
- 08. November: Umberto Spadaro, italienischer Schauspieler (* 1981)
- 11. November: Erna Raupach-Petersen, deutsche Schauspielerin († 1997)
- 12. November: Ludwig Gesek, österreichischer Filmwissenschaftler († 1994)
- 12. November: Gwen Lee, US-amerikanische Schauspielerin († 1961)
- 12. November: Jacques Tourneur, französischer Regisseur († 1977)
- 13. November: H. C. Potter, US-amerikanischer Regisseur († 1977)
- 14. November: Dick Powell, US-amerikanischer Schauspieler und Regisseur († 1963)
- 14. November: Alexei Schiwotow, russischer Komponist († 1964)
- 16. November: Walter Baumgartner, schweizerischer Komponist († 1997)

- 12. Dezember: Rolf Hansen, deutscher Regisseur († 1990)
- 28. Dezember: Sergei Iossifowitsch Jutkewitsch, sowjetischer Regisseur († 1985)
- 28. Dezember: Joseph Offenbach, deutscher Schauspieler († 1971)
- 30. Dezember: Edith Schultze-Westrum, deutsche Schauspielerin († 1981)